# Karl Engel (pianiste)
Pour les articles homonymes, voir Karl Engel et Engel.
Ne doit pas être confondu avec Carl Engel.
Karl Engel, né le 1er juin 1923 à Birsfelden et mort le 2 septembre 2006 à Chernex, est un pianiste suisse.

## Biographie
Karl Engel étudie le piano jusqu'en 1945 avec Paul Baumgartner au conservatoire de Bâle et à l'École normale de musique de Paris avec Alfred Cortot. En 1953, il participe à une tournée avec les Jeunesses Musicales Canada, suivie par deux autres en 1955 et 1957. 
Il enseigne à la Hochschule für Musik und Theater de Hanovre jusqu'en 1986, à partir de 1956 comme professeur. Il donne de nombreuses classes de maître à partir de 1980.
Karl Engel est surtout connu comme un accompagnateur. Il a travaillé principalement avec Dietrich Fischer-Dieskau, mais aussi avec d'autres chanteurs comme Hermann Prey, Peter Schreier et Brigitte Fassbaender. Parmi ses partenaires en musique de chambre, on trouve Pablo Casals et Yehudi Menuhin.
Publiés dans les années 1970, ses enregistrements de l'œuvre complète pour piano de Robert Schumann ont eu un grand succès. Il a également enregistré tous les concertos et les sonates pour piano de Mozart.

## Sources
- (de) Cet article est partiellement ou en totalité issu de l’article de Wikipédia en allemand intitulé « Karl Engel (Pianist) » (voir la liste des auteurs).
- Antonio Baldassarre, « Engel, Karl » dans le Dictionnaire historique de la Suisse en ligne, version du 12 décembre 2003.